# Peter Noble
Peter Noble (Sunderland, 19 agosto 1944 – 6 maggio 2017) è stato un calciatore inglese, di ruolo attaccante.

## Carriera
Tra il 1960 ed il 1964 gioca nei semiprofessionisti del Consett; in seguito viene tesserato dal Newcastle Utd, club della prima divisione inglese, con cui di fatto esordisce però solamente nella stagione seguente, nella quale gioca 9 partite di campionato. Nella stagione 1966-1967 gioca invece con maggior continuità, segnando 7 reti in 15 partite, ma già l'anno seguente perde del tutto il posto in squadra, disputando solamente una partita di campionato, per poi nel gennaio del 1968 venire ceduto per 8000 sterline allo Swindon Town, con cui conclude la stagione realizzando 2 reti in 14 presenze in terza divisione.
Nella stagione 1968-1969 è invece il capocannoniere stagionale del club, con cui segna 16 reti in campionato (giocandovi tutte e 46 le partite in programma e contribuendo quindi in modo significativo alla vittoria del torneo) e soprattutto segnando 4 reti in Coppa di Lega, inclusa una nel replay della semifinale contro il Burnley, nella quale peraltro subì un grave infortunio ad una spalla continuando però regolarmente a giocare; Noble gioca in tutte le partite del torneo (segnando in tutte tranne che nella finale contro l'Arsenal), dando così un contributo importante alla vittoria del trofeo da parte dei Robins (peraltro, si trattava del primo trofeo maggiore conquistato dal club nella sua storia). L'anno seguente vince sia la Coppa di Lega Italo-Inglese che la Coppa Anglo-Italiana, oltre a mettere a segno 12 reti in 39 partite nella Second Division 1969-1970. Nel campionato successivo totalizza invece 41 presenze e 14 reti, a cui aggiunge 39 presenze e 14 reti nella stagione 1971-1972 e 37 presenze e 4 reti nella stagione 1972-1973: in totale, ha totalizzato 256 presenze e 80 reti fra tutte le competizioni ufficiali con la maglia dello Swindon Town, club che lascia nell'estate del 1973 quando viene ceduto per 35000 sterline al Burnley, club di prima divisione.
Con i Clarets gioca inizialmente da difensore centrale, ruolo che peraltro aveva occasionalmente ricoperto già nella sua ultima stagione allo Swindon Town, e conclude così la First Division 1973-1974 con 41 presenze senza mai segnare; già dalla stagione 1974-1975 torna però a giocare nel suo abituale ruolo di attaccante, venendo eventualmente impiegato (seppur in modo saltuario) a centrocampo. Proprio a partire da quest'ultima stagione, terminata con 12 reti in 42 partite di campionato, diventa anche il rigorista del club (in carriera, segnò infatti tutti e 28 i rigori tirati in competizioni ufficiali). Nella stagione 1975-1976, conclusasi con la retrocessione del Burnley in seconda divisione, Noble gioca invece 26 partite e segna 13 reti, arrivando così ad un bilancio totale di 134 presenze e 32 reti nella prima divisione inglese nel corso della sua carriera; continua poi a giocare con il Burnley per un ulteriore quadriennio, trascorso integralmente in seconda divisione, con un totale di 134 presenze e 38 reti in partite di campionato. Si ritira poi nel 1981, all'età di 37 anni, dopo un triennio trascorso in terza divisione con il Blackpool, con cui totalizza complessivamente 86 partite e 17 reti in incontri di campionato.
In carriera ha totalizzato complessivamente 569 presenze e 146 reti nei campionati della Football League.

## Palmarès

### Club

#### Competizioni nazionali
- Coppa di Lega inglese: 1

Swindon Town: 1968-1969
- Third Division: 1

Swindon Town: 1968-1969

#### Competizioni internazionali
- Coppa di Lega Italo-Inglese: 1

Swindon Town: 1969
- Coppa Anglo-Italiana: 1

Swindon Town: 1970